# Dubitogomphus bidentatus
Espèce
Statut de conservation UICN

 DD  : Données insuffisantes
Dubitogomphus bidentatus est une espèce monotypique de libellules de la famille des Gomphidae (sous-ordre des Anisoptères, ordre des Odonates). Cette espèce est connue uniquement par des spécimens récoltés il y a plus de 80 ans.

## Répartition
Cette espèce est mentionnée en Inde.